# Make It Happen (film)
Make It Happen is een Amerikaanse dansfilm uit 2008, geregisseerd door Darren Grant. De hoofdrol wordt vertolkt door Mary Elizabeth Winstead. Het script is deels geschreven door Duane Adler, die ook meewerkte aan de dansfilms Save the Last Dance en Step Up.

## Verhaal
Lauryn Kirk (Mary Elizabeth Winstead) woont in het Amerikaanse gehuchtje Glenwood, een plaats met nog geen duizend inwoners. Haar ouders zijn overleden en daarom bestuurt ze samen met haar broer Joel (John Reardon) een garage, zij als boekhoudster en hij als monteur. Deze was namelijk van hun vader en heeft daarom veel sentimentele waarde voor ze. Kirks echte passie daarentegen is dansen. Ze oefent dit wanneer ze maar kan als ze alleen is in de garage, maar in Glenwood zijn verder geen dansscholen. Daarom wil ze auditie doen bij de prestigieuze Chicago School of Music and Dance. De toelating is er alleen streng. Van de 2000 aanmeldingen worden er per jaar 20 toegelaten, maar Kirk zit inmiddels wel bij de laatste 300. Daarom rijdt ze vol goede moed naar Chicago.
Kirks auditie wordt een persoonlijke ramp. Na nog geen halve minuut vertelt de jury haar het podium te verlaten. Ze wordt niet toegelaten. Ze is te gesloten en beeldt veel te weinig emotie uit, vindt de juryvoorzitter. Teleurgesteld en zonder toekomstperspectief gaat Kirk zitten balen in een eetcafé. Joel belt om naar de uitslag te vragen. Ze liegt dat ze dit nog niet weet, omdat ze nog niet terug wil naar de garage. Serveerster Dana (Tessa Thompson) ziet Kirk zitten en komt haar troosten. Dana weet uit eigen ervaring hoe het is om door de Chicago School of Music and Dance afgewezen te worden. Ze is zelf ook danseres. Ze biedt Kirk aan om zolang bij haar te komen logeren, zodat ze een verblijfplaats heeft zolang ze nog niet terug naar Glenwood wil.
Kirk wordt de volgende dag wakker en vindt een briefje van Dana waarin die haar vraagt die middag naar Ruby's te komen. Aangekomen blijkt dit een hippe club waar Dana werkt als danseres, samen met onder andere Brooke (Ashley Roberts) en de arrogante hoofdact Carmen (Julissa Bermudez). De stijl waarin zij dansen is een uitdagende soort burleske-revue voor een hoofdzakelijk mannelijk publiek. Kirk vindt het leuk om te zien, maar totaal niets voor haarzelf. Eigenaresse Brenda (Karen LeBlanc) heeft niettemin een boekhoudster nodig en in die functie gaat Kirk toch voor Ruby's werken. Wanneer ze denkt 's avonds alleen te zijn in de club, kan ze het niet laten even op het podium te dansen. Muziekmanager Russ (Riley Smith) ziet dit vanuit de coulissen. Als op een avond Dana ziek is en Carmen te laat, oppert hij dat Kirk het weleens kan proberen. Zij ziet dit eigenlijk niet zitten, maar omdat Brenda er ook zo over denkt, voelt ze de aandrang zich te bewijzen. Dit loopt in eerste instantie op een sof uit, maar zodra Russ muziek opzet die haar meer ligt, wordt het publiek dolenthousiast. Brenda neemt haar aan als nieuwe danseres.
Vanaf dat moment treedt Kirk regelmatig zowel solo als samen met de andere danseressen op in Ruby's. Carmen blijft uit de hoogte doen, maar voor Kirk is dit alleen maar aanleiding om nog beter haar best te doen. Dana laat haar kennismaken met dans- en kledingstijlen die voor haar totaal nieuw zijn, maar waar ze langzaam maar zeker steeds meer van oppikt. Mede door haar romance met Russ laat Kirk zich door hem ook steeds meer overhalen om zich sexier te kleden en expressiever te bewegen op het podium. Hierin krijgt ze steeds meer plezier, totdat Joel ineens in Ruby's staat terwijl ze aan het dansen is. Hij wilde haar komen feliciteren met haar toelating op school en ziet nu wat ze echt doet in Californië. In eerste instantie is hij woest vanwege haar leugen en omdat ze de garage hiervoor in de steek liet. Hij ziet niettemin al snel in dat dansen haar levensdoel is, niet de garage. Dat is de zijne. Wanneer blijkt dat er op de Chicago School of Music and Dance pas 18 van de 20 toelatingen vergeven zijn en er een nieuwe auditie komt om de laatste twee plaatsen te vullen, wil hij dat ze daarheen gaat om het opnieuw te proberen. Dat doet ze. Met succes.

## Rolverdeling
| Acteur                  | Personage   |
| ----------------------- | ----------- |
| Mary Elizabeth Winstead | Lauryn Kirk |
| Riley Smith             | Russ        |
| Tessa Thompson          | Dana        |
| Julissa Bermudez        | Carmen      |
| John Reardon            | Joel Kirk   |
| Karen LeBlanc           | Brenda      |
| Ashley Roberts          | Brooke      |
| Matt Kippen             | Wayne       |

## Achtergrond

### Productie
Volgens Darren Grant sprak het project van Make it Happen hem aan, omdat hij er veel verschillende stijlen waar hij in de loop der jaren mee had gewerkt in kon verwerken. Op 11 juni 2007 maakte Rotten Tomatoes bekend dat Mary Elizabeth Winstead de hoofdrol in de film had gekregen. De film werd opgenomen op locatie in Winnipeg, Manitoba, Canada. De opnames vonden plaats van 8 augustus 2007 tot 17 september 2007.

### Soundtrack
Er is geen officiële soundtrack van de film uitgebracht. In de film komen onder andere de volgende nummers voor:
- Teach Me How To Dance - Che'Nelle
- Put It Down - Zshatwa
- Going Home - Mozella
- My Way - Bella Seoul
- Hustle - Jamelia
- Get What I Want - Bitter:Sweet
- Hoodie - Lady Sovereign
- Get Your Shoes On - Elisabeth Withers
- Ruby Blue - Róisín Murphy
- Steamy - Tamara Powell
- Shawty Get Loose - Lil Mama ft. T Pain & Chris Brown
- Triple Double - Ohmega Watts
- Break It Down - Alana D.
- Love Ya - Unklejam
- Bottoms Up - Keke Palmer
- Hello - Kip Blackshire
- Flash Back - Fat Freddy's Drop
- Beware Of The Dog - Jamelia
- Push It - Salt-N-Pepa
- Just Dance - Lady Gaga

### Opmerking
- Ashley Roberts ('Brooke ') is in werkelijkheid een van de Pussycat Dolls.

### Uitkomen en ontvangst
Vanaf juli 2007 werd de film reeds aangeprezen. De officiële trailer werd uitgebracht door Optimum Releasing.
De film ging in première in het Verenigd Koninkrijk. In de Verenigde Staten werd de film uitgebracht als direct-naar-video. In Nederland ging de film op 5 februari 2009 in première.
Reacties van critici op de film waren doorgaans negatief. Op Rotten Tomatoes scoort Make it Happen 24% aan goede beoordelingen. Veel gehoorde punten van kritiek waren dat de film goedkoop zou overkomen, voorspelbaar zou zijn, en niks zou bevatten wat hem onderscheidde van andere dansfilms. De film werd vaak vergeleken met andere dansfilms als Save the Last Dance en Flashdance.
Mary Elizabeth Winstead kreeg echter juist voornamelijk positieve reacties voor haar rol in de film.